# Entré (musikalbum)
Entré är ett studioalbum av Matz Bladhs, släppt 23 december 2009.

## Låtlista[3]
1. Tänd ett ljus i fönstret
2. Lille du
3. Varje steg jag tar
4. Du ska veta att jag saknar dig
5. En dag i taget
6. Godmorgon solsken
7. So Long
8. I Can't Stop Loving You
9. Personality
10. Tro mig
11. När ord inte räcker till
12. She's Not You

## Listplaceringar
| Lista (2010) | Topplacering |
| ------------ | ------------ |
| Sverige      | 44           |